# Eric Heiden
Eric Arthur Heiden (Madison, 14 juni 1958) is een voormalig Amerikaanse langebaanschaatser die vijf gouden medailles won tijdens de Olympische Winterspelen in 1980 in Lake Placid, New York.

## Carrière
Op de Winterspelen van 1980 reed Eric Heiden op alle vijf afstanden een olympisch record. Hij was de eerste sporter die erin slaagde om vijf gouden medailles te winnen op individuele nummers tijdens dezelfde Spelen. Deze prestatie is later geëvenaard door Vitali Tsjerbo op de Zomerspelen van 1992 en Michael Phelps op de Zomerspelen van 2008. Hij is bovendien een van de weinige schaatsers die medailles wisten te winnen bij zowel de sprint- als de stayer-nummers. Eerder nam hij op 17-jarige leeftijd al deel aan de Winterspelen van 1976 in Innsbruck.
Heiden is drie keer wereldkampioen allround en vier keer wereldkampioen sprint geworden. Hij verbeterde het wereldrecord op de 1000 meter driemaal. Daarnaast verbeterde hij tweemaal het wereldrecord op de 3000 meter en eenmaal het wereldrecord op de 1500 meter en de 10.000 meter. Hij verbeterde gedurende zijn loopbaan ook de wereldrecords punten voor zowel de grote vierkamp als de sprintvierkamp. Hij voerde 1495 dagen de wereldranglijst aller tijden aan (de Adelskalender) en won de Oscar Mathisen-Award vier keer op rij (van 1977 tot en met 1980). In 1980 werd hij onderscheiden met de James E. Sullivan Award voor de beste Amerikaanse amateuratleet.
Heiden stopte vrij abrupt met schaatsen; hij ging wielrennen en nam in 1986 deel aan de Ronde van Frankrijk. Daarna werkte hij als commentator voor verschillende televisiestations. Na afronding van zijn opleiding tot orthopeed aan Stanford University is Heiden tegenwoordig weer betrokken bij de Amerikaanse schaatsploeg, nu als arts.
Eric Heiden is de broer van de voormalige schaatsster Beth Heiden.

## Records

### Persoonlijke records
| Afstand      | Tijd     | Datum            | Baan        |
| ------------ | -------- | ---------------- | ----------- |
| 500 meter    | 37,63    | 13 januari 1980  | Davos       |
| 1000 meter   | 1.13,60  | 13 januari 1980  | Davos       |
| 1500 meter   | 1.54,79  | 19 januari 1980  | Davos       |
| 3000 meter   | 4.06,47  | 6 maart 1980     | Inzell      |
| 5000 meter   | 6.59,15  | 10 februari 1979 | Oslo        |
| 10.000 meter | 14.28,13 | 23 februari 1980 | Lake Placid |

### Wereldrecords
| Nr.  | Afstand                    | Tijd     | Datum            | Baan                 |
| ---- | -------------------------- | -------- | ---------------- | -------------------- |
| jr1. | 1500 meter (junioren)      | 2.02,75  | 18 januari 1976  | Madonna di Campiglio |
| jr2. | 10.000 meter (junioren)*   | 15.27,58 | 1 februari 1976  | Davos                |
| jr3. | 5000 meter (junioren)      | 7.30,23  | 20 februari 1977 | Inzell               |
| jr4. | 1500 meter (junioren)      | 1.59,46  | 20 februari 1977 | Inzell               |
| jr5. | 10.000 meter (junioren)*   | 14.59,02 | 12 februari 1977 | Heerenveen           |
| jr6. | Kleine vierkamp (junioren) | 168,716  | 20 februari 1977 | Inzell               |
| jr7. | 3000 meter (junioren)      | 4.16,2   | 4 februari 1978  | Montréal             |
| jr8. | Kleine vierkamp (junioren) | 166,584  | 5 februari 1978  | Montréal             |
| jr9. | 5000 meter (junioren)      | 7.23,54  | 5 februari 1978  | Montréal             |
| 1.   | 3000 meter                 | 4.07,0   | 2 maart 1978     | Inzell               |
| 2.   | 1000 meter                 | 1.14,99  | 12 maart 1978    | Savalen              |
| 3.   | Grote vierkamp             | 162,973  | 11 februari 1979 | Oslo                 |
| 4.   | 1000 meter                 | 1.14,99  | 17 februari 1979 | Inzell               |
| 5.   | 3000 meter                 | 4.06,91  | 18 maart 1979    | Savalen              |
| 6.   | 1000 meter                 | 1.13,60  | 13 januari 1980  | Davos                |
| 7.   | Sprintvierkamp             | 150,250  | 13 januari 1980  | Davos                |
| 8.   | 1500 meter                 | 1.54,79  | 19 januari 1980  | Davos                |
| 9.   | 10.000 meter               | 14.28,13 | 23 februari 1980 | Lake Placid          |

* = officieus wereldrecord

#### Wereldrecords laaglandbaan (officieus)
| Nr. | Afstand      | Tijd     | Datum            | Baan        |
| --- | ------------ | -------- | ---------------- | ----------- |
| 1.  | 1000 meter   | 1.17,59  | 26 februari 1977 | Alkmaar     |
| 2.  | 500 meter    | 38,20    | 18 februari 1978 | Holmestrand |
| 3.  | 1500 meter   | 1.57,74  | 28 januari 1979  | Trondheim   |
| 4.  | 1500 meter   | 1.56,05  | 11 februari 1979 | Oslo        |
| 5.  | 5000 meter   | 6.59,15  | 11 februari 1979 | Oslo        |
| 6.  | 10.000 meter | 14.43,11 | 12 februari 1979 | Oslo        |
| 7.  | 1000 meter   | 1.16,65  | 24 november 1979 | Berlijn     |
| 8.  | 1000 meter   | 1.14,37  | 29 december 1979 | West-Allis  |

### Adelskalender

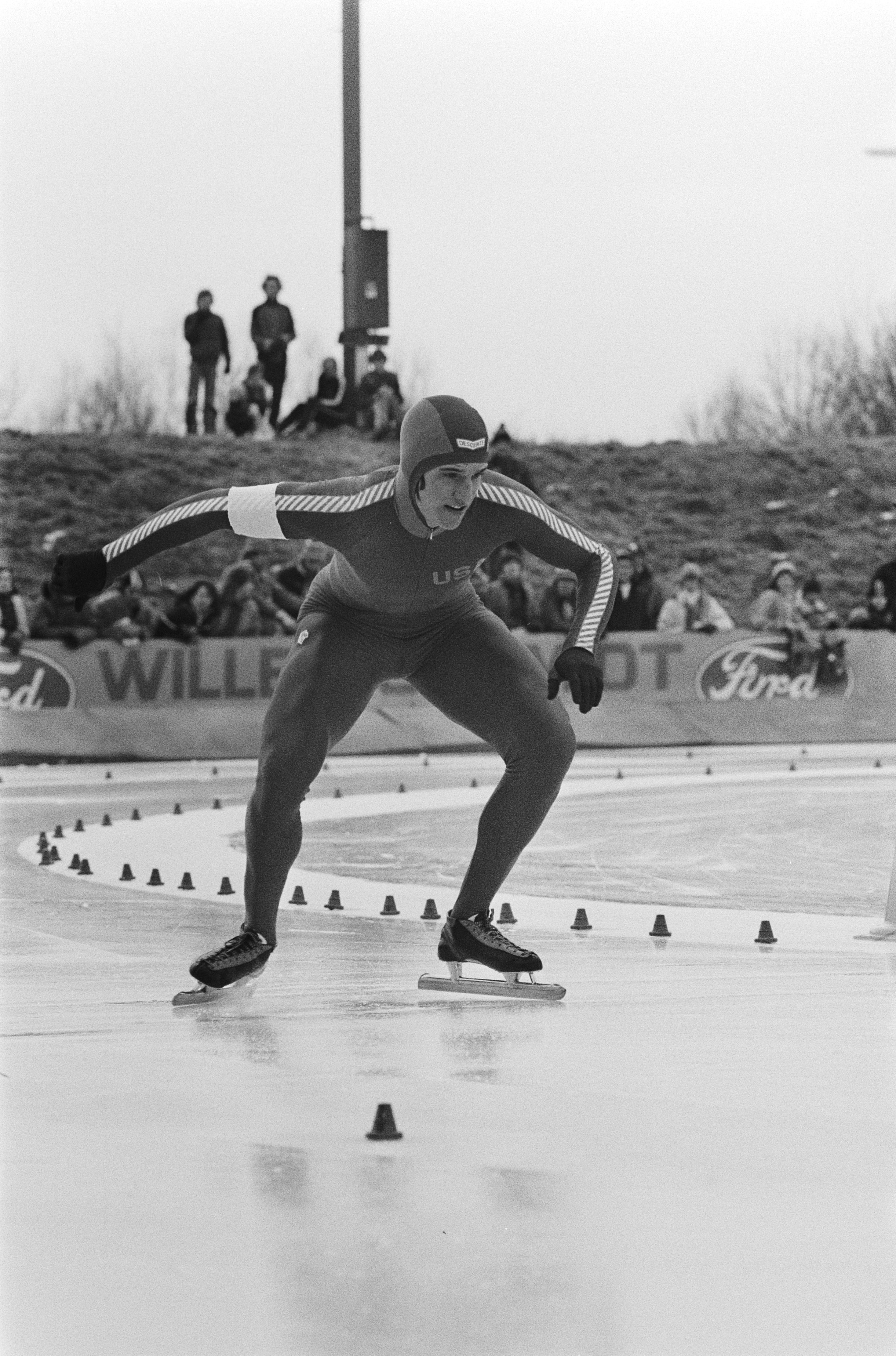
Eric Heiden in 1979

Van 11 februari 1979 tot 17 maart 1983 was Eric Heiden aanvoerder van de Adelskalender. Daarmee heeft hij 1495 dagen aan de top van de lijst gestaan.
Hieronder staan de persoonlijke records (PR's) waarmee Eric Heiden aan de top van de Adelskalender kwam en de PR's die hij had staan toen hij van de eerste plek verdreven werd. Tevens zijn de gegevens weergegeven van de schaatsers die voor en na hem aan de top van de lijst stonden.
| Datum      | 500 m | 1500 m  | 5000 m  | 10.000 m | Punten  | Voorganger / Opvolger |
| ---------- | ----- | ------- | ------- | -------- | ------- | --------------------- |
| 04-04-1978 | 37,90 | 1.56,70 | 6.59,8  | 14.42,1  | 162,885 | Vladimir Belov        |
| 11-02-1979 | 37,90 | 1.56,05 | 6.59,15 | 14.43,11 | 162,653 |                       |
| 23-02-1980 | 37,63 | 1.54,79 | 6.59,15 | 14.28,13 | 161,214 |                       |
| 17-03-1983 | 37,91 | 1.54,37 | 6.56,84 | 14.25,29 | 160,981 | Viktor Sjasjerin      |

## Resultaten
| Jaar | Olympische Spelen                           | WK Allround           | WK Sprint    | WK Junioren            |
| ---- | ------------------------------------------- | --------------------- | ------------ | ---------------------- |
| 1975 |                                             |                       |              | 10e · (, 5e, 35e, 13e) |
| 1976 | 7e 1500 m 19e 5000 m                        | 5e · (, 16e, 6e, 13e) |              | · (6e, , )             |
| 1977 |                                             | · (,9e, , )           | · (, , 6e, ) | · (, )                 |
| 1978 | · (, , 5e)                                  | · (, ,)               | · (, )       |                        |
| 1979 | · (, )                                      | · (, )                |              |                        |
| 1980 | 500 m · 1000 m · 1500 m · 5000 m · 10.000 m | · (, 6e, , 6e)        | · (, )       |                        |

### Medaillespiegel
| Kampioenschap          | Goud | Zilver | Brons |
| ---------------------- | ---- | ------ | ----- |
| Olympische Spelen      | 5    | 0      | 0     |
| WK Allround klassement | 3    | 1      | 0     |
| WK Allround afstanden  | 10   | 1      | 2     |
| WK Sprint klassement   | 4    | 0      | 0     |
| WK Sprint afstanden    | 12   | 3      | 0     |
| WK Junioren            | 2    | 1      | 0     |

## Resultaten in voornaamste wedstrijden wielrennen
| Jaar | Ronde van Italië | Ronde van Frankrijk | Ronde van Spanje |
| ---- | ---------------- | ------------------- | ---------------- |
| 1985 | 131e             |                     |                  |
| 1986 |                  | opgave              |                  |

Rudolf Ericson · Peder Østlund · Jaap Eden · Oscar Mathisen · Ivar Ballangrud · Michael Staksrud · Åke Seyffarth · Nikolaj Mamonov · Hjalmar Andersen · Boris Sjilkov · Dmitri Sakoenenko · Juhani Järvinen · Knut Johannesen · Jonny Nilsson · Per Ivar Moe · Eduard Matoesevitsj · Ard Schenk · Kees Verkerk · Magne Thomassen · Hans van Helden · Vladimir Lobanov · Jan Egil Storholt · Sergej Martsjoek · Vladimir Belov · Eric Heiden · Viktor Sjasjerin · Andrej Bobrov · Nikolaj Goeljajev · Michael Hadschieff · Eric Flaim · Johann Olav Koss · Falko Zandstra · Rintje Ritsma · Gianni Romme · Jochem Uytdehaage · Chad Hedrick · Sven Kramer · Shani Davis · Patrick Roest
1924: Charles Jewtraw ·
1928: Clas Thunberg/Bernt Evensen ·
1932: Jack Shea ·
1936: Ivar Ballangrud ·
1948: Finn Helgesen ·
1952: Ken Henry ·
1956: Jevgeni Grisjin ·
1960: Jevgeni Grisjin ·
1964: Richard McDermott ·
1968: Erhard Keller ·
1972: Erhard Keller ·
1976: Jevgeni Koelikov ·
1980: Eric Heiden ·
1984: Sergej Fokitsjev ·
1988: Uwe-Jens Mey ·
1992: Uwe-Jens Mey ·
1994: Aleksandr Goloebev ·
1998: Hiroyasu Shimizu ·
2002: Casey FitzRandolph ·
2006: Joey Cheek ·
2010: Mo Tae-bum ·
2014: Michel Mulder ·
2018: Håvard Holmefjord Lorentzen ·
2022: Gao Tingyu
1976: Peter Mueller ·
1980: Eric Heiden ·
1984: Gaétan Boucher ·
1988: Nikolaj Goeljajev ·
1992: Olaf Zinke ·
1994: Dan Jansen ·
1998: Ids Postma ·
2002: Gerard van Velde ·
2006: Shani Davis ·
2010: Shani Davis ·
2014: Stefan Groothuis ·
2018: Kjeld Nuis ·
2022: Thomas Krol
1924: Clas Thunberg ·
1928: Clas Thunberg ·
1932: Jack Shea ·
1936: Charles Mathiesen ·
1948: Sverre Farstad ·
1952: Hjalmar Andersen ·
1956: Jevgeni Grisjin/Joeri Michajlov ·
1960: Jevgeni Grisjin/Roald Aas ·
1964: Ants Antson ·
1968: Kees Verkerk ·
1972: Ard Schenk ·
1976: Jan Egil Storholt ·
1980: Eric Heiden ·
1984: Gaétan Boucher ·
1988: André Hoffmann ·
1992: Johann Olav Koss ·
1994: Johann Olav Koss ·
1998: Ådne Søndrål ·
2002: Derek Parra ·
2006: Enrico Fabris ·
2010: Mark Tuitert ·
2014: Zbigniew Bródka ·
2018: Kjeld Nuis ·
2022: Kjeld Nuis
1924: Clas Thunberg ·
1928: Ivar Ballangrud ·
1932: Irving Jaffee ·
1936: Ivar Ballangrud ·
1948: Reidar Liaklev ·
1952: Hjalmar Andersen ·
1956: Boris Sjilkov ·
1960: Viktor Kositsjkin ·
1964: Knut Johannesen ·
1968: Fred Anton Maier ·
1972: Ard Schenk ·
1976: Sten Stensen ·
1980: Eric Heiden ·
1984: Tomas Gustafson ·
1988: Tomas Gustafson ·
1992: Geir Karlstad ·
1994: Johann Olav Koss ·
1998: Gianni Romme ·
2002: Jochem Uytdehaage ·
2006: Chad Hedrick ·
2010: Sven Kramer ·
2014: Sven Kramer ·
2018: Sven Kramer ·
2022: Nils van der Poel
1924: Julius Skutnabb ·
1928: afgelast ·
1932: Irving Jaffee ·
1936: Ivar Ballangrud ·
1948: Åke Seyffarth ·
1952: Hjalmar Andersen ·
1956: Sigge Ericsson ·
1960: Knut Johannesen ·
1964: Jonny Nilsson ·
1968: Johnny Höglin ·
1972: Ard Schenk ·
1976: Piet Kleine ·
1980: Eric Heiden ·
1984: Igor Malkov ·
1988: Tomas Gustafson ·
1992: Bart Veldkamp ·
1994: Johann Olav Koss ·
1998: Gianni Romme ·
2002: Jochem Uytdehaage ·
2006: Bob de Jong ·
2010: Lee Seung-hoon ·
2014: Jorrit Bergsma ·
2018: Ted-Jan Bloemen ·
2022: Nils van der Poel
- International Standard Name Identifier: 0000 0000 2127 4298
- Library of Congress Control Number: n80052364
- Nederlandse Thesaurus van Auteursnamen: 324145616
- SNAC: w6p05s2b
- Virtual International Authority File: 43134807
- WorldCat: E39PBJd3JhgYjQGPKV6rkqJVYP